# Kloster Kesariani

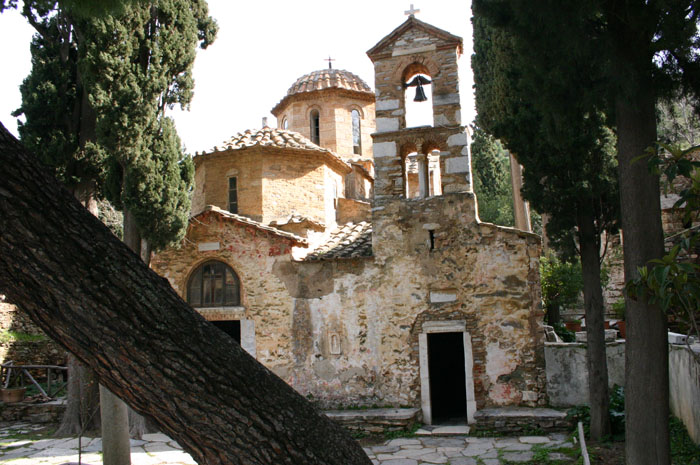
Kloster Kesariani

Das Kloster Kesariani oder traditionell Kloster Kaisariani  (griechisch Καισαριανή) war ein orthodoxes Kloster an der Nordseite des Bergs Hymettos in Attika vom 11. Jahrhundert bis 1821. Es ist heute ein Museum.

## Lage
Die Klosteranlage liegt östlich des im Athener Osten gelegenen Vororts Kesariani in einem Tal des Hymettos, inmitten von Zypressen, Platanen und Kiefern.

## Geschichte
Das 11. Jahrhundert war dank der Makedonischen Dynastie (867–1080) der byzantinischen Kaiser eine kulturelle Blütezeit des Byzantinischen Reichs. Damals wurden am Hang des Hymettos etliche Klöster erbaut, unter ihnen das Kloster Asterion, ein außergewöhnlich schönes Gebäude, das Attika aus einer Höhe von 545 Metern überblickt. Im 10. Jahrhundert wurde das Kloster „Heiliger Johannes zu den Jägern“, auch „Philosophenkloster“ genannt, gegründet. Auch das Kloster „Heiliger Johannes Theologos“ am Fuß des Hymettos am Rande von Papagos und das Kloster Karea über der Mesogia-Ebene wurden in dieser Zeit erbaut.
Das Kloster Kaisariani war das angesehenste und reichste von allen. Aufgrund stattlicher Privilegien besaß es Ländereien mit Olivenbäumen, Weinbergen, Bienenstöcken und Heilkräutergärten. Seine Blütezeit lag zwischen dem Ende des 12. Jahrhunderts und dem Anfang des 13. Jahrhunderts. Im Jahre 1204 unterstellte Papst Innozenz III. das Kloster Kaisariani der Rechtsprechung des Lateinischen Erzbischofs von Athen. Als im Jahre 1458 das Osmanische Reich Attika besetzte, soll dem Sultan Mehmed II. beim Kloster der Schlüssel zur Stadt Athen überreicht worden sein.
Im Jahr 1678 erklärte Patriarch Dionysus IV. das Kloster als frei und unabhängig vom Metropoliten: Seine einzige Verpflichtung bestand in der Durchführung von Begräbnisriten. 1792 hob Patriarch Neophytos VII. die Unabhängigkeit des Klosters in einer Bulle auf; es unterstand erneut der Aufsicht durch den Metropoliten von Athen und verarmte.
1821 wurde es aufgelöst. Die einst berühmte Klosterbibliothek, die wohl auch Urkunden aus antiken Bibliotheken besaß, wurde großenteils an Engländer verkauft.

## Die Klosteranlage
Die Gebäude der Anlage sind von einer hohen Mauer umgeben. Der Eingang befindet sich an der Westseite. Die Anlage besteht aus der Hauptkirche (dem Katholikon), dem Refektorium, dem Badehaus und den Zellen.
Das Kloster wurde auf den Ruinen eines älteren Gebäudes erbaut. Von der ursprünglichen Innenbemalung ist nichts erhalten.
Das Katholikon und das Badehaus stammen aus dem 11. Jahrhundert, während der Narthex und der Glockenturm sowie die Antonioskapelle Anbauten aus späterer Zeit sind.
Die Gebäude links vom östlichen Eingang umgeben eine Quelle, die von einer Halbkuppel überdacht ist.

### Das Katholikon
Das Katholikon ist Marias Tempelgang (der Aufnahme Marias in den Tempel) gewidmet. Es handelt sich um eine Kreuzkuppelkirche mit eleganten Proportionen. Die Wände bestehen aus Hausteinen, die an den Anschlussseiten jeweils von einer dünnen Ziegelschicht umkleidet sind. Die Fensterbögen sind von Ziegelschmuck umgeben.
An der Westseite wurde im 17. Jahrhundert der Narthex und eine seitliche Vorhalle mit offenem Glockenturm angebaut. Für Schwellen und Türstürze wurden marmorne Bauteile älterer Kirchen verwendet.

### Die Fresken

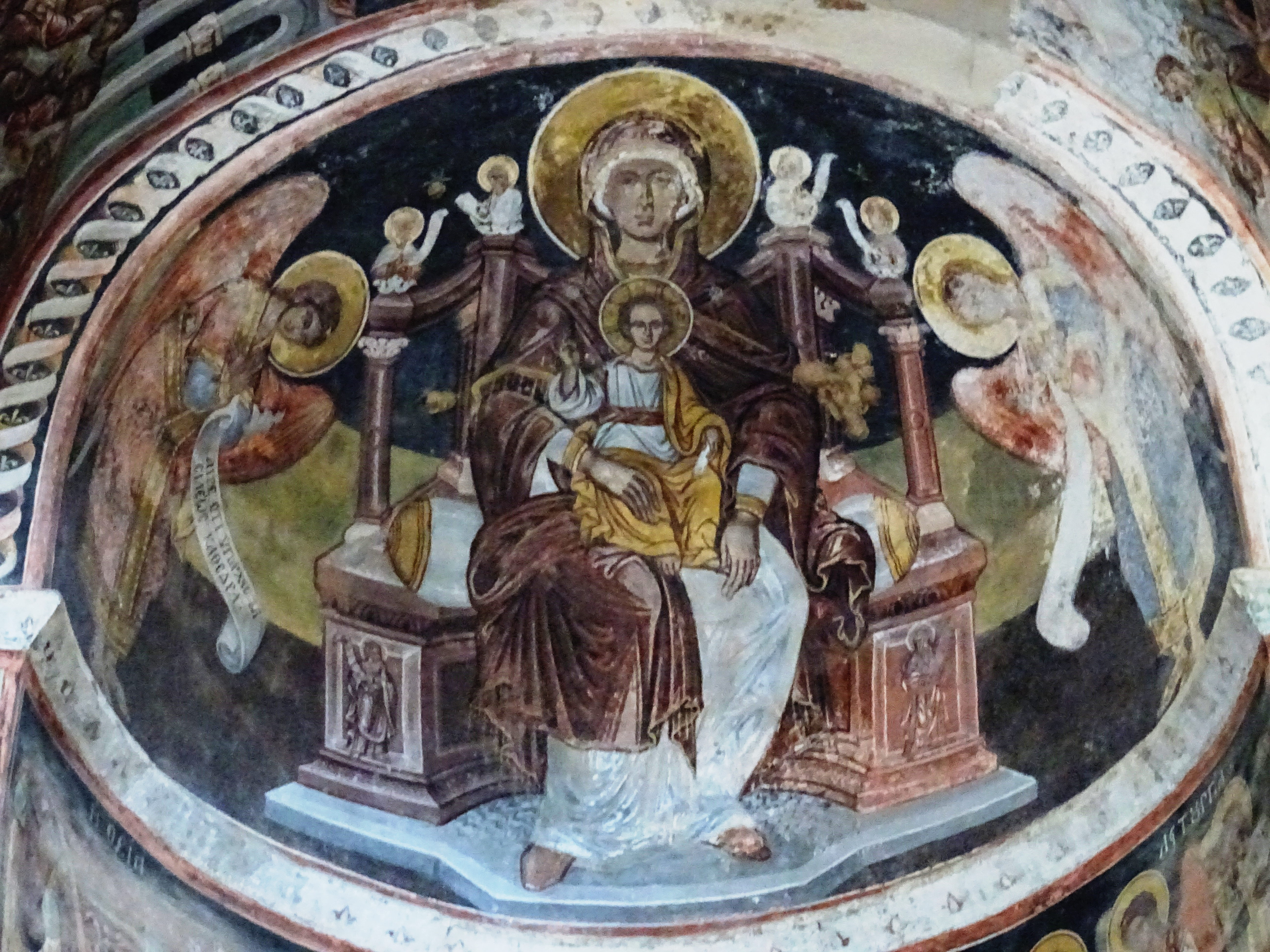
Kessariani – Fresken im Katholikon

Das älteste Freko aus dem 14. Jahrhundert befindet sich an der südlichen Außenwand des Katholikon. Es zeigt die Muttergottes im Gebet.
Die Kirche und ihr Narthex sind mit Fresken geschmückt, die aus der Zeit der türkischen Herrschaft stammen. Die wohlhabende Familie Venizelos spendete die Fresken, die nach einer Inschrift 1682 von Ioannis Ypatos von der Peloponnes gemalt wurden. In der Kuppel ist Christus als Pantokrator dargestellt, die übrigen Fresken zeigen unter anderem die Jungfrau Maria, Johannes den Täufer, Engel sowie die vier Evangelisten. In der Kapelle ist Maria Platytera mit Engeln zu beiden Seiten ihres Thrones dargestellt.

### Das Badehaus
Das Badehaus von Kaisariani und die in Daphni und Dervenossalessi bei Kithairon erhaltenen Badehäuser belegen, dass die Mönche im 11. Jahrhundert häufig Bäder benutzten. Mit dem warmen Wasser wurden die Zellen und das Refektorium beheizt. Während der Türkenherrschaft wurde das Badehaus zu einer Ölpresse umgewandelt.
In den Jahren 1981 und 1999 wurden Teile der Klosteranlage, insbesondere Badehaus und Refektorium durch schwere Erdbeben beschädigt.

### Das Refektorium
Das Refektorium und die Küche liegen in einem eigenen Gebäude an der Westseite der Mauer, gegenüber dem Katholikon. Das Refektorium ist ein langer rechteckiger gewölbter Raum, der in zwei Teile unterteilt ist. Die quadratische Küche an der Südseite des Refektoriums mit Deckengewölbe und einem Kamin. Der Herd ist in der Raummitte, umgeben von einer Stufe am Fuße der vier Wände. Das Gebäude datiert vermutlich aus dem 16. oder 17. Jahrhundert.
Die Zellen der Mönche nehmen zusammen mit dem Venizelos-Turm fast die ganze Südseite des Gartens ein.